# Viktor Ružić
Viktor Ružić (Sušak, 1893. – 1976.), hrvatski pravnik i visoki državni dužnosnik

## Životopis
Rođen na Sušaku. Sin riječkog poduzetnika Đure Ružića i Jelke Badovinac, koja je kći hrvatskoga financijskog stručnjaka i političara Nikole Badovinca. Na rodnom Sušaku završio gimnaziju. U Zagrebu diplomirao na Pravnom fakultetu i doktorirao. Ušao u politiku. 25. travnja 1936. imenovan za bana Savske banovine. Dužnost obnašao do kolovoza 1938. godine. Sljedeće godine napredovao na još više dužnosti. Obnašao je dužnost ministra pravde u vladi Dragiše Cvetkovića od 5. veljače 1939. do 1940. godine.